# Algis Budrys
Pour les articles homonymes, voir Scarff.
 (avril 2019).
Si vous disposez d'ouvrages ou d'articles de référence ou si vous connaissez des sites web de qualité traitant du thème abordé ici, merci de compléter l'article en donnant les références utiles à sa vérifiabilité et en les liant à la section « Notes et références ».
Œuvres principales
- Qui ?

Algis Budrys, né le 9 janvier 1931 à Königsberg et mort le 9 juin 2008  à Evanston (Illinois), est un écrivain de science-fiction américain.
Il a occasionnellement publié sous le nom de William Scarff.

## Biographie
La famille d'Algis Budrys émigre de Lituanie aux États-Unis en 1936.
Après ses études universitaires, il se consacre entièrement à l'écriture de nouvelles et romans de science-fiction.

## Œuvres

### Romans
- (en) False night, 1954
- (en) Man on Earth, 1956
- Qui ? ((en) Who?, 1958)
- S.O.S. Terre ((en) The Falling Torch, 1959)
- Lune fourbe / Menace dans le ciel ((en) Rogue Moon, 1960)
- Le Prophète perdu ((en) Some Will Not Die, 1961)
- L'Épine de fer ((en) The Iron Thorn, 1967)
- Michaelmas ((en) Michaelmas, 1977)
- (en) Hard Landing, 1993

### Nouvelles ou essais
- (en) Walk to the World, 1952
- (en) The High Purpose, 1952
- (en) Dream of Victory, 1953
- (en) Little Joe, 1953
- (en) Multifarious, 1953
- Un phénomène de mimétisme, 1953 ((en) Protective Mimicry, 1953)Également paru sous le titre The Frightened Tree et Mimétisme défensif
- Le Protégé de Riya, 1974 ((en) Riya's Foundling, 1953)
- (en) The Congruent People, 1953
- (en) The Real People, 1953
- (en) The Weeblies, 1953
- (en) A.I.D., 1954
- (en) First to Serve, 1954
- (en) In Human Hands, 1954
- (en) Ironclad, 1954
- (en) Scream at Sea, 1954
- (en) The End of Summer, 1954
- (en) To Civilize, 1954
- (en) Aspirin Won't Help It, 1955Sous le nom de John A. Sentry.
- (en) Cage of a Thousand Wings, 1955
- (en) Citadel, 1955
- (en) In Clouds of Glory, 1955
- (en) Pagan, 1955
- (en) Thing, 1955
- (en) Watch Your Step, 1955
- On n'embête pas Gus, 1972 ((en) Nobody Bothers Gus, 1955)Sous le nom de Paul Janvier.
- (en) Death March, 1956
- (en) Look On My Works, 1956
- (en) Lower Than Angels, 1956
- (en) Man in the Sky, 1956
- (en) Psioid Charley, 1956Sous le nom de John A. Sentry.
- (en) Middleman, 1956Sous le nom de John A. Sentry.
- Le Frère silencieux, 1969 ((en) Silent Brother, 1956)Sous le nom de Paul Janvier.
- (en) The Executioner, 1956
- (en) The Man Who Always Knew, 1956
- (en) The Peasant Girl, 1956Sous le nom de Paul Janvier.
- (en) Chain Reaction, 1957Sous le nom de John A. Sentry.
- Et elle l'a trouvé…, 1980 ((en) And Then She Found Him…, 1957)
- (en) Hot Potato, 1957
- (en) Nightsound, 1957
- (en) The Burning World, 1957
- La guerre est finie ((en) The War Is Over, 1957)
- (en) The Skirmisher, 1957
- (en) The Ridge Around the World, 1957
- (en) Wonderbird, 1957Écrit avec Harlan Ellison.
- (en) Between the Dark and the Daylight, 1958
- (en) Go and Behold Them, 1958Sous le nom de William Scarff.
- (en) Contact Between Equals, 1958
- (en) Mark X, 1958Sous le nom de John A. Sentry.
- La Fin de l'hiver, 1965 ((en) The End of winter, 1958)
- (en) Never Meet Again, 1958
- (en) The Edge of the Sea, 1958
- L’Alternative, 1974 ((en) Star Descending, 1959)
- (en) Straw, 1959
- (en) The Distant Sound of Engines, 1959
- (en) The Girl in the Bottle, 1959
- (en) The Sound of Breaking Glass, 1959
- (en) The Man Who Did Not Fit, 1959
- (en) The Man Who Tasted Ashes, 1959
- (en) The Stoker and the Stars, 1959Sous le nom de John A. Sentry.
- (en) Due Process, 1960
- (en) For Every Action, 1960
- Le Prix à payer, 1967 ((en) The Price, 1960)
- (en) About Something Truly Wonderful, 1961
- (en) Rogue Moon, 1961
- (en) All for Love, 1962
- (en) For Love, 1962
- (en) The Rag and Bone Men, 1962
- (en) Wall of Crystal, Eye of Night, 1962
- (en) Die, Shadow!, 1963
- (en) The Last Brunette, 1965
- (en) Be Merry, 1966
- (en) The Master of the Hounds, 1966
- (en) Cerberus, 1967
- (en) The Iron Thorn, 1967
- (en) From Galaxy Book Shelf, 1969
- Maintenant, écoutez le Seigneur, 1970 ((en) Now Hear the Word of the Lord, 1969)
- (en) A Scraping at the Bones, 1975
- (en) Players at Null-G, 1975Écrit avec Theodore L. Thomas (en) et Theodore Cogswell.
- (en) The Silent Eyes of Time, 1975
- (en) A Landmark Essay, 1977
- (en) SF in the Marketplace, 1978
- (en) The Nuptial Flight of Warbirds, 1978
- (en) A Letter to the Editor, 1980
- (en) Afterword: Tom Reamy (to New Voices 4), 1981
- (en) The Arts: Books, 1981
- (en) 1981 and Counting, 1982
- (en) Books: the Secret Language of Science Fiction, 1982
- (en) Fiction in the Chain Mode : Nonliterary Influences on Science Fiction, 1982
- (en) What Did 1980 Mean ?, 1982
- (en) Gene Wolfe, 1983
- (en) What Was 1985 That We Were Mindful of It ?, 1986
- (en) That Fearful Symmetry, 1987
- (en) 1986, Reduced from 2000, 1988
- (en) New World in the Morning, 1988
- (en) Robert A. Heinlein, 1988
- (en) Some Thoughts on the Topic, 1988
- (en) What Befell Mairiam, 1989
- (en) The Name of the Game, 1989
- (en) Stephen King, 1990
- (en) Hard Landing, 1992
- (en) Grabow and Collicker and I, 1992
- (en) Explosions!, 1993Sous le nom de William Scarff.
- (en) Starlight, 1993Sous le nom de Paul Janvier.
- (en) Jeever's Lost World, 1994
- (en) Tomorrow, Speculative Fiction, 1994
- (en) The Woman Who Blew Up the World, 1994Sous le nom de John A. Sentry.
- (en) Deckplate Blues, 1996
- (en) Living Alone in the Jungle, 1997